# Зборовский, Христофор
Христофор Зборовский (пол. Krzysztof Zborowski, умер в 1593 году) — польский дворянин, королевский подчаший (1574—1576), авантюрист. Сын каштеляна краковского Мартина Зборовского (ум. 1565) и Анны Конарской.
С 1574 года, когда его брат Самойло Христофор (Кшиштоф) был приговорён к изгнанию, проживал за границей, главным образом в Вене. Интригуя против польского короля Стефана Батория, вёл переговоры с германским императором и московским царём Иоанном IV.
После казни Самойло Зборовского его потребовали на суд сейма. В 1585 году на основании письменных доказательств он был обвинен в государственной измене и приговорён к бесчестию и вечному изгнанию. Стефан Баторий потребовал от германского императора выдачи Христофора Зборовского, но добился лишь приказа об изгнании его из австрийских владений. После смерти Стефана Зборовский, не ожидая разрешения, вернулся в Польшу и на сейме подавал голос за эрцгерцога Максимилиана. Потерпев здесь неудачу, он снова вернулся в Вену, где оставался и после того, как сейм 1591 года освободил его от наказания.